# Эрна, Джованни Баттиста
Джованни Баттиста Эрна (итал. Giovanni Battista Erna, также известный, как Ян Кржтитель Эрна, Ян Крштител Эрна или Ян Креститель Эрна, чеш. Jan Křtitel Erna; 1623, 1615 или около 1622, Брно, Земли Чешской короны — 24 февраля 1698 или 24 апреля 1698, Брно, Земли Чешской короны[…]) — архитектор и строитель итальянского происхождения, работавший в Моравии. Большинство его построек находится в городе Брно.

## Биография
Его отец, Андреа (Ондржей) Эрна, приехал в Моравию из Северной Италии около 1620 года. Ян Кржтитель родился примерно в 1620е годы, до 1625го, и в то время его отец был влиятельным горожанином и мастером гильдии строителей и каменщиков и уже владел домом на «Верхней площади» (чеш. Horní náměstí) в Брно, сейчас известной, как «Капустный рынок» (чеш. Zelný trh). С юности он начал работать со своим отцом над его заказами (например, с 1643 года в Вальтице). В 1647 году Ян Кржтитель стал мастером и после смерти своего отца, в 1652 году, продолжил его работу. Он получал заказы в Центральной и особенно Южной Моравии, но больше всего заказов им было выполнено в Брно и его окрестностях.
Его имя носит представительский зал в помещении Старой ратуши Брно.

## Важнейшие проекты
- Вместе с отцом участвовал в строительстве в Вальтице и Леднице (1643–1644).
- Достройка приходской церкви Вознесения Пресвятой Богородицы в Вальтице после смерти отца.
- Несколько зданий для бенедиктинского монастыря в Райграде.
- Доминиканская церковь Святого Михаила Архангела в Брно (1658–1679).
- Строительство монастыря августинцев (монастыря и приходского прихода) в Брно (1670 г.).
- Реконструкция церкви Святого Фомы в Брно (1662–1668).
- Перестройка храма Вознесения Девы Марии в Брно (1662–1668).
- Строительство здания училища для благородных девиц (Дворец дворянок) (1674–1679).
- Церковь в Бойковице (1651–1656).
- Реконструкция замка в Яромержице-над-Рокитной.
- Часовня Святой Троицы в Блатнице.
- Место паломничества в Яромержице-над-Рокитной с Лоретанской капеллой, монастырем сервитов и больницей недалеко от Рокитны.
- Резиденция иезуитов в Туржанах (1670 год). Позже, с 1681 года, им были выстроены приходской дом, монастырь, ограда кладбища и другие постройки.
- Чумной столб в Брно (1679 г.).
- Часовня Святой Анны в Туржанах, рядом с паломнической церковью Благовещения Девы Марии (1693–1698). Строительство было завершено после смерти Яна Кржтителя его сыном Яном Якубом.
- Портал Брненской иезуитской коллегии (1687–1690).

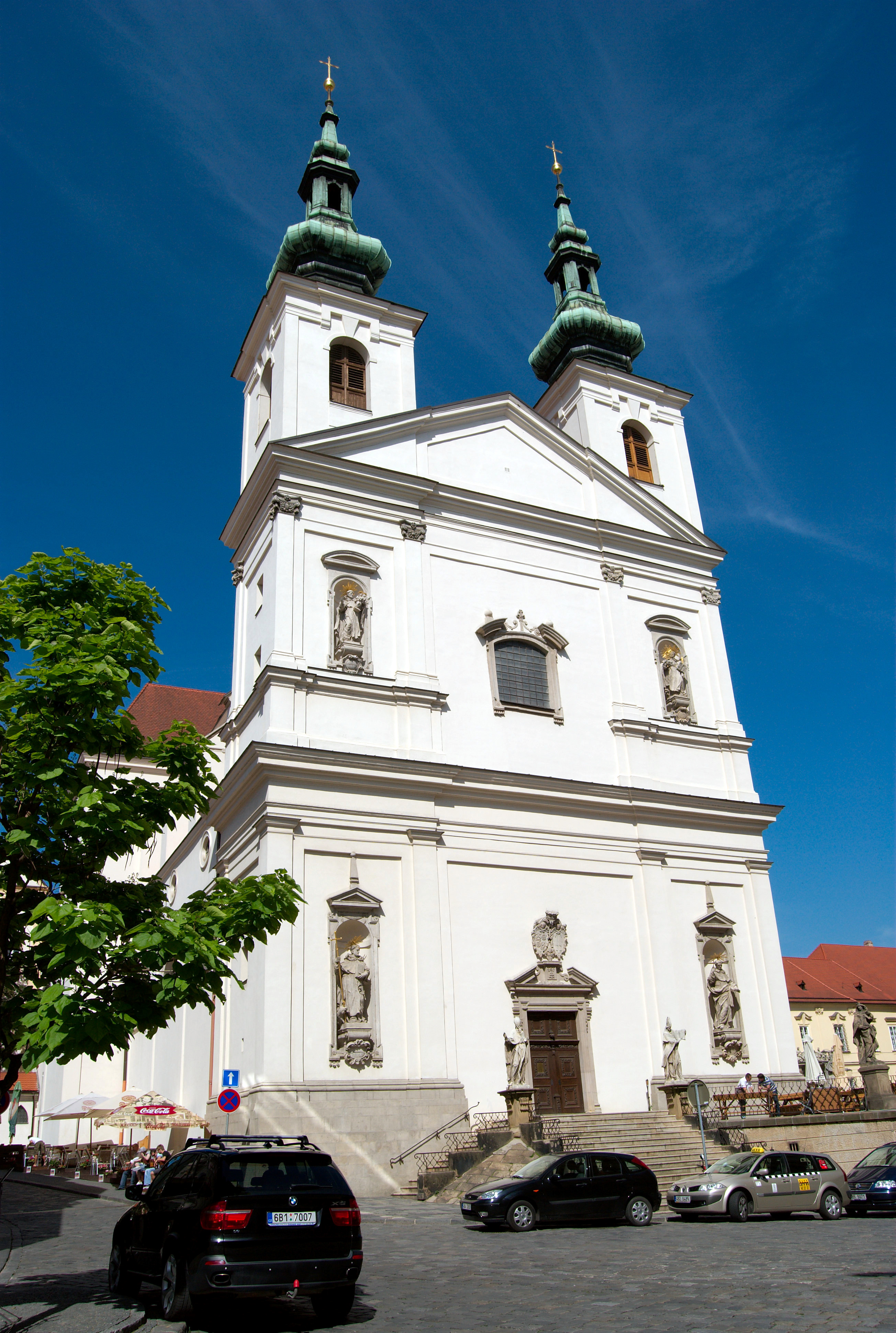
Церковь Святого Михаила Архангела в Брно
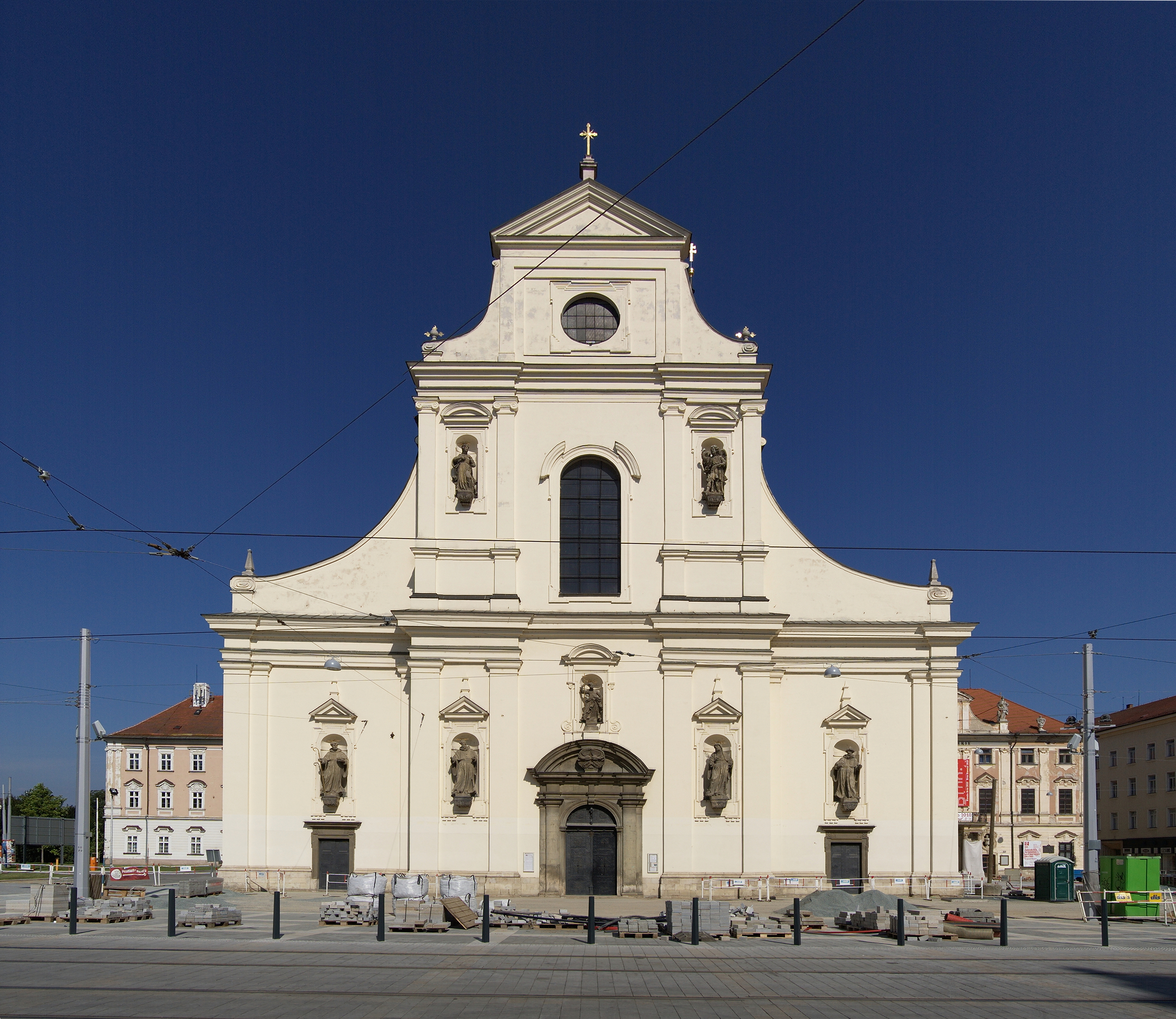
Церковь Святого Фомы в Брно
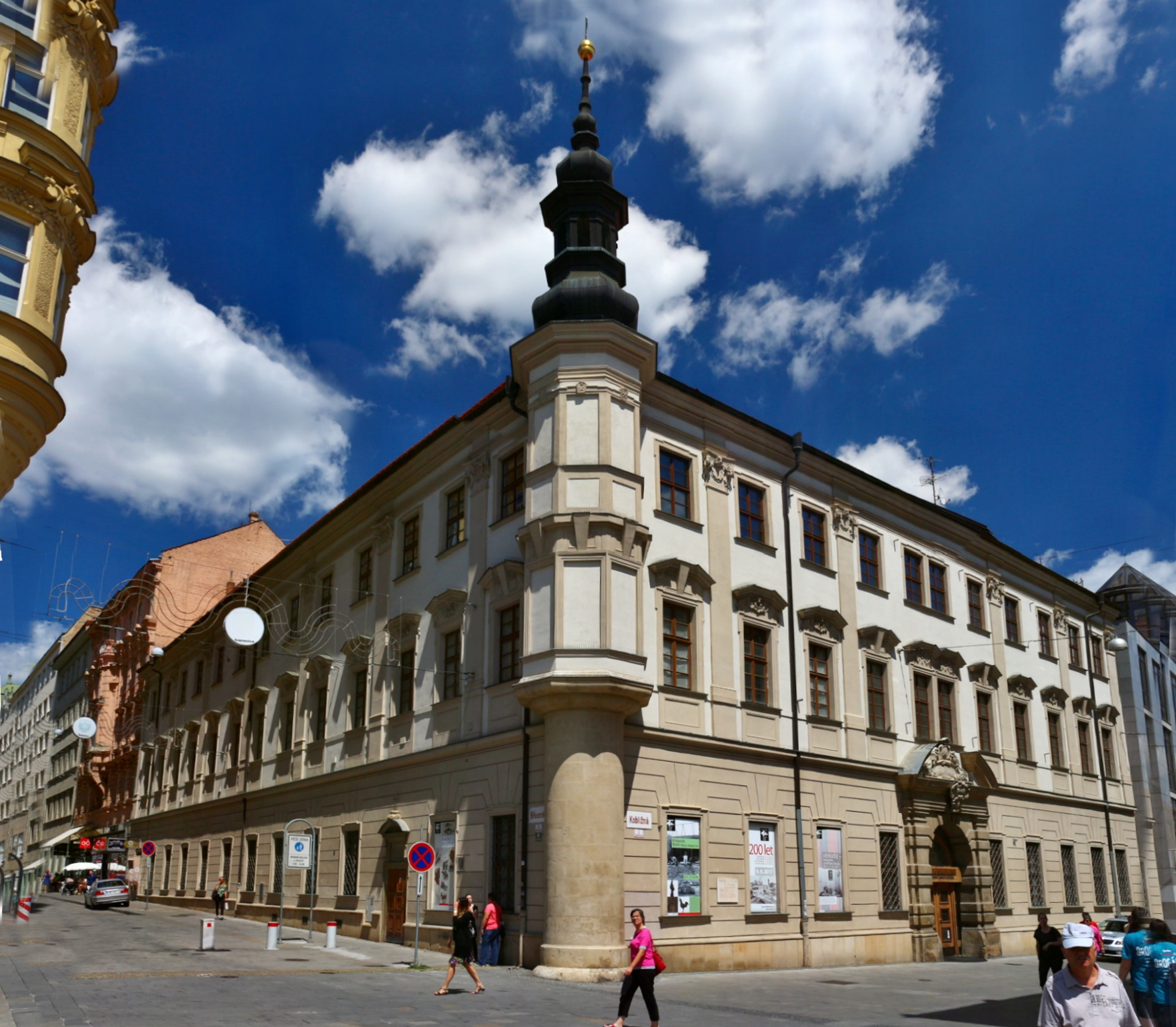
Дворец дворянок в Брно
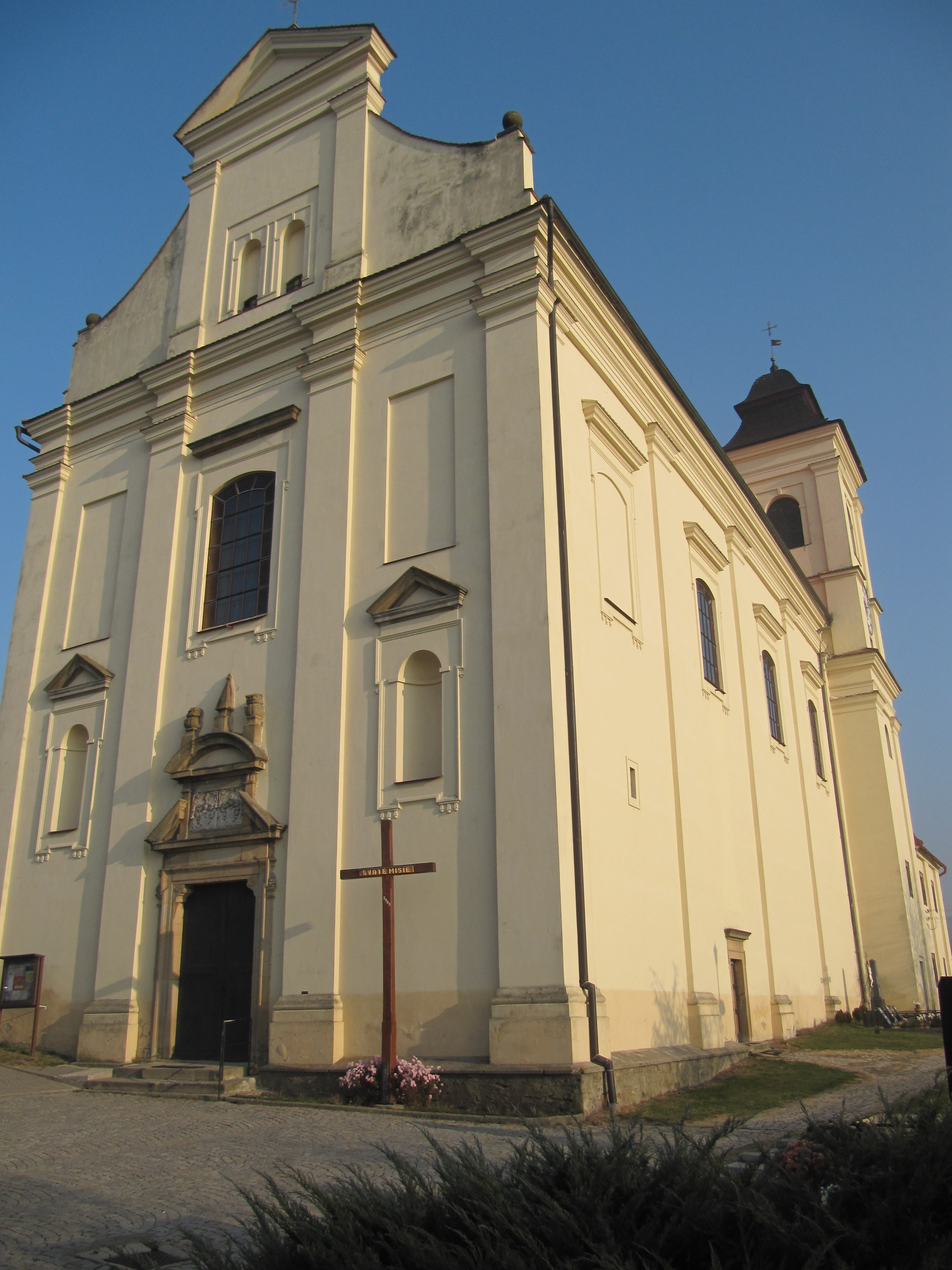
Церковь Святого Лаврентия в Бойковице
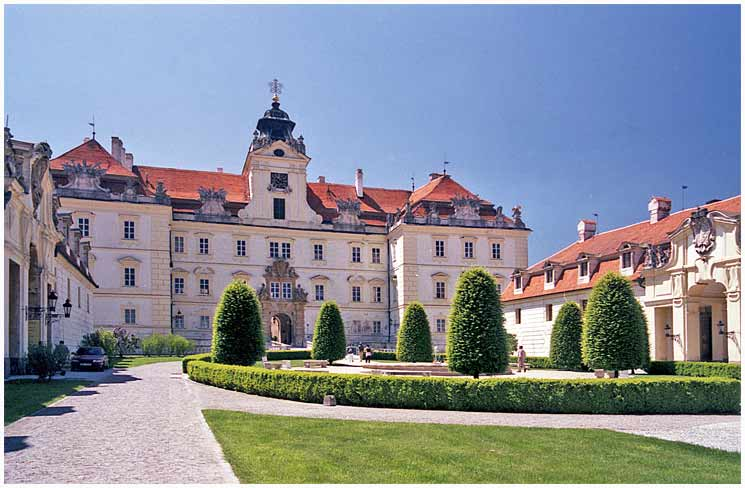
Двор замка в Валтице
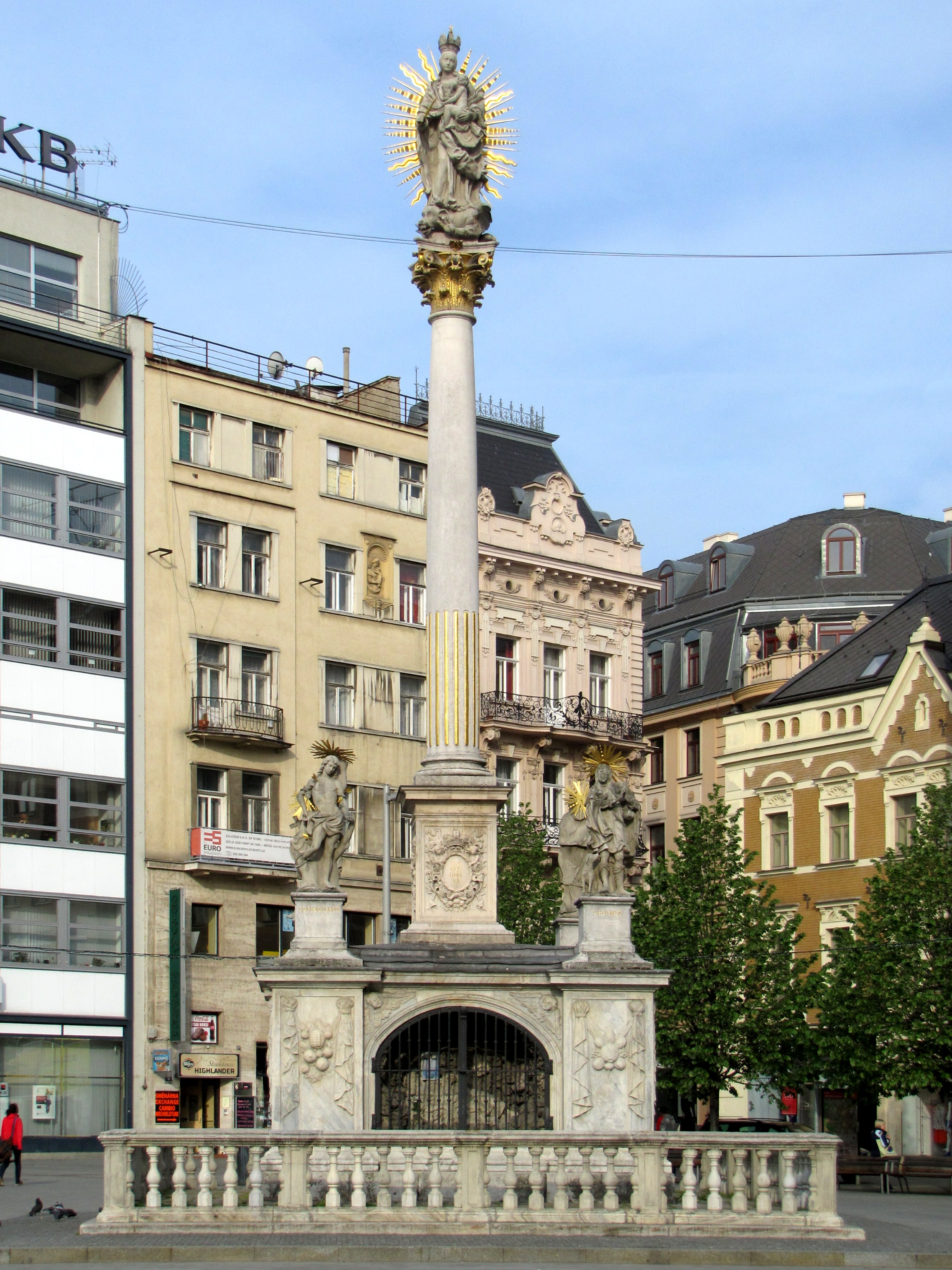
Марианский чумной столб в Брно